# Drake Reed
Drake Reed, né le 30 janvier 1987 à Chesterfield dans le Missouri, est un joueur américano-malien de basket-ball reconverti en entraîneur. Il évoluait aux postes d'ailier et d'ailier fort.

## Biographie
Formé aux Governors d'Austin Peay en NCAA I, Drake Reed remporte le tournoi de l'Ohio Valley Conference 2008 après avoir été désigné joueur de l'année la saison précédente. À sa sortie de l'université, il n'est pas drafté et commence sa carrière en Australie avant de rejoindre la France où il effectue la majeure partie de sa carrière notamment à l'ALM Évreux Basket avec qui il atteint la finale des playoffs de Pro B en 2016. Il déteint le record du plus grand nombre de matchs disputés pour un joueur américain sous les couleurs d'Évreux avec 138 rencontres jouées devançant le pivot James Mathis (123 matchs).
En 2018, il est désigné meilleur ailier de NM1, la troisième division française.
À l'été 2018, il réalise les démarches pour obtenir la nationalité malienne et ainsi jouir du statut de cotonou en championnat de France Pro B. Il est sélectionné en février 2021 par l'équipe du Mali à l'occasion de la deuxième fenêtre internationale de qualifications pour l'Afrobasket 2021 et honore sa première sélection le 17 février face au Rwanda (victoire du Mali 76-51). Il marque 10 points en un peu moins de 19 minutes de jeu.

## Clubs Successifs
- 2009 - 2010 :  Ballarat Miners (SEABL)
- 2010 - 2011 :  ALM Évreux Basket (Pro B)
- 2011 - 2012 :  Oberwart Gunners (ÖBL) /  ALM Évreux Basket (Pro B)

- 2012 - 2013 :  ALM Évreux Basket (Pro B)
- 2013 - 2014 :  Al-Nasr Benghazi (Tournoi Al Jasr aux Émirats Arabes Unis) /  BC Souffelweyersheim (Pro B)

- 2014 - 2015 :  La Union Formosa (Liga A) /  Latina Basket (LegaDue)
- 2015 - 2016 :  ALM Évreux Basket (Pro B)
- 2016 - 2017 :  Poitiers Basket 86 (Pro B)
- 2017 - 2018 :  Saint-Vallier Basket Drôme (NM1)
- 2018 - 2019 :  ALM Évreux Basket (Pro B)
- 2019 - 2020 :  Saint-Quentin BB (Pro B)

## Statistiques
| Année     | Équipe                        | Championnat                           | Matches | Min  | % FG | % FT | PTS   | Rbds | PD   | Contre | Int  | Eval |
| --------- | ----------------------------- | ------------------------------------- | ------- | ---- | ---- | ---- | ----- | ---- | ---- | ------ | ---- | ---- |
| 2010/2011 | ALM Evreux Basket             | Pro B - France                        | 26      | 28   | 52.2 | 77.9 | 14.2  | 6.6  | 1    | 0.3    | 1.3  | 15.4 |
| 2011/2012 | Oberwart Gunners              | Österreichische Basketball Bundesliga | 17      | 31   | 50.4 | 76.2 | 19.88 | 7.76 | 1.65 | 0.18   | 0.88 | 20.3 |
| 2011/2012 | ALM Evreux Basket             | Pro B - France                        | 16      | 30   | 46.3 | 78.8 | 14.6  | 6.2  | 1.7  | 0.6    | 1.2  | 14.5 |
| 2012/2013 | ALM Evreux Basket             | Pro B - France                        | 29      | 30   | 47.3 | 74.3 | 14.7  | 5.5  | 2.3  | 0.2    | 1    | 14.7 |
| 2013/2014 | Basket Club Souffelweyersheim | Pro B - France                        | 20      | 29   | 50.2 | 71.3 | 16.9  | 5.4  | 1.5  | 0.2    | 1    | 15   |
| 2014/2015 | La Unión de Formosa           | Liga Nacional de Básquet              | 16      | 25.8 | 47.3 | 68.1 | 11.69 | 4.88 | 0.56 | 0.19   | 0.75 | 13   |
| 2015/2016 | ALM Evreux Basket             | Pro B - France                        | 33      | 28   | 44.5 | 72.6 | 13.8  | 5.3  | 1.6  | 0.2    | 1    | 12.7 |
| 2016/2017 | Poitiers Basket 86            | Pro B - France                        | 34      | 24   | 44.3 | 72.6 | 10.4  | 3.6  | 2.0  | 0.2    | 0.9  | 10.2 |
| 2017/2018 | Saint-Vallier Basket Drôme    | NM1 - France                          | 27      | 24   | 46,8 | 62,0 | 14,9  | 5    | 2.0  | 0.3    | 0.7  | 14,2 |
| 2018/2019 | ALM Évreux Basket             | Pro B - France                        | 8       | 21,3 | 42,6 | 28,6 | 8,5   | 4,4  | 1,4  | 0.1    | 0.9  | 8,9  |

## Palmarès
- Finaliste des play-offs Pro B en 2016
- Champion de l'Ohio Valley Conference (NCAA I) en 2008

## Distinctions
- Joueur de l'année Ohio Valley Conference (NCAA I) en 2007
- Membre du Hall of Fame des Governors d'Austin Peay State (2017)[3]
- Meilleur ailier de NM1 en 2018[4]